# آرثر ك. نيفيل
آرثر ك. نيفيل (بالإنجليزية: Arthur C. Neville)‏ هو محامي وسياسي أمريكي، ولد في 1850، وتوفي في 1929 بسبب نوبة قلبية.